# Tour della nazionale maschile di rugby a 15 della Nuova Zelanda 2000
Alla fine del 2000 la Nazionale della Nuova Zelanda si impegnò in un breve tour in Europa, in cui fu ingaggiata anche la propria selezione "A" per alcuni incontri con selezioni di seconda fascia.
I test match previsti furono tre, due contro la Francia e uno contro l'Italia.
Alla vittoria nel primo test match dello Stade de France per 39-26 corrispose una sconfitta a opera dei francesi a Marsiglia per 33-42.
A Genova gli All Blacks si imposero contro l'Italia 56-19, con otto mete contro due, nonostante un tentativo dei neozelandesi di prendere sottogamba l'impegno, cosa questa che portò i giocatori italiani, sentitisi poco rispettati, a ingaggiare con gli avversari una rissa a fondo campo subito rientrata.
Tra gli altri match senza valore di test si segnalano un incontro con la selezione dei Pacific Rim Barbarians a Tokyo, e una sconfitta a Lens della Nazionale A contro i Barbarian francesi guidati da Diego Domínguez, incontro in cui andò a meta anche un giocatore russo, Sergej Sergeev, primo e unico giocatore del suo Paese a mettere a segno punti contro una formazione neozelandese.

## Risultati

### I test match
| Arbitro: | Wayne Erickson |

|                       |      |                 |
| Bernat-Salles, Pelous | mt   | Cullen, Howlett |
| Lamaison (2)          | tr   | Mehrtens (1)    |
| Lamaison (4)          | c.p. | Mehrtens (9)    |

| Arbitro: | Jonathan Kaplan |

|                                     |      |                                       |
| 2' Garbajosa, 8' Magne, 65' Galthié | mt   | 14' Marshall, 33' Howlett, 43' Slater |
| 2', 8' e 65' Lamaison               | tr   | 14', 33' e 43' Mehrtens               |
| 2', 25', 27', 38' e 73' Lamaison    | c.p. | 30', 41', 52' e 76' Mehrtens          |
| 68', 80'+4 Lamaison                 | drop |                                       |

| Arbitro: | Robert Davies |

|                     |      |                                                            |
| Lo Cicero, Saviozzi | mt   | Cribb (2), Howlett, Spencer, Tiatia, Marshall, Reihana (2) |
|                     | tr   | Spencer (5)                                                |
| Pez (3)             | c.p. | Spencer (2)                                                |

### Gli altri incontri
| Tokyo 3 novembre 2000 | Pacific Rim Barbarians | 10 – 50 | Nuova Zelanda XV | Prince Chichibu |

| Lens 7 novembre 2000                                                                         | Barbarian francesi | 23 – 21               | Nuova Zelanda A | Stadio Félix Bollaert |
| Toala , Sergeev mt McLeod, Ralph , Tipoki Domínguez (2) tr Blair (3) Domínguez, Aucagne c.p. |                    |                       |                 |                       |
|                                                                                              |                    |                       |                 |                       |
| Toala, Sergeev                                                                               | mt                 | McLeod, Ralph, Tipoki |                 |                       |
| Domínguez (2)                                                                                | tr                 | Blair (3)             |                 |                       |
| Domínguez, Aucagne                                                                           | c.p.               |                       |                 |                       |

| Cardiff 11 novembre 2000 | Galles A | 9 – 30 | Nuova Zelanda A | Millennium Stadium |

| Bayonne 16 novembre 2000 | Francia Universitaria | 21 – 33 | Nuova Zelanda A |  |

| Bucarest 26 novembre 2000 | Romania XV | 9 – 82 | Nuova Zelanda A |  |